# 쑹자좡역
쑹자좡역(중국어: 宋家庄站)은 중국 베이징시 펑타이구 스류좡 가도 
 스류좡로·쑹좡로 교차로에 위치하는 베이징 지하철 5호선, 10호선, 베이징 지하철 이좡선이 경유하는 세 노선의 환승역이다. 지하철 5호선 남단과 이좡선 북단의 시작역이자 종착역으로 10호선과 교차한다. 역 이름은 쑹자좡 마을(宋家庄村)에 위치해 있어 제정되었다.
쑹자좡역은 쑹자좡 대중교통 종합 환승 허브의 필수적인 부분이다. 쑹자좡 역에는 쑹자좡(宋家庄), 둥즈먼(东直门), 쓰후이(四惠), 베이징 남역(北京南站), 시위안(西苑) 등 5개 교통 허브를 동시에 모니터링할 수 있는 모니터링 센터가 구축되어 있다. 쑹자좡역 근처에는 5호선, 10호선, 이좡선 세 노선이 공유하는 쑹자좡 주차장이 있다.
5호선 역은 2007년 10월 7일, 이좡선 역은 2010년 12월 30일, 10호선 2단계 개통과 동시에 개장한 10호선은 2012년 12월 30일에 개통하였다. 10호선 2단계 개통으로 쑹자좡역은 시즈먼(西直门), 둥즈먼(东直门)에 이어 베이징 지하철에서 세 번째로 세 노선의 환승역이 되었다. 또한, 서로 동일한 층에 3개 노선이 있는 최초의 세 노선의 환승역으로, 2호선과 13호선의 역이 포함되지 않는 베이징 최초의 세 노선 환승역이다.

## 위치와 역명
쑹자좡역은 쑹좡로(북남 방향)와 스류좡로(동서 방향)가 교차하는 지점에 위치한다. 이좡선 역은 스류좡로 남쪽에 있어 남북 방향으로 쑹좡로를 따라 배치되어 있으며, 북쪽에서는 5호선 역과 T자 형태로 교차한다. 두 노선 모두 스류좡로 하부에 있어 남쪽에 5호선 역, 북쪽에 10호선 역이 평행한 형태로 배치되어 있다. 이좡선 역(쑹좡로)의 동쪽에는 버스 터미널이 위치한다. 쑹자좡역의 규모가 크기 때문에 건설 중에 원래의 지하 파이프 라인이 이전될 예정에 있다.
지하철 5호선이 건설되기 전에는 쑹자좡 마을(宋家庄村)의 이름이 잘 알려져 있지 않았다. 청나라 함풍 시대에 산둥과 줘안먼에서 10마일 떨어진 곳으로 "쑹자차이위안쯔(宋家菜园子)"라는 농부의 이름에서 유래되고, 이후 이곳에서 농사짓는 사람이 점차 많아져 마을을 이루게 되 이곳을 "쑹자좡(宋家庄)"이라 부르게 되었다.

## 역 구조
쑹자좡역은 지하 2층 역사로 구성된 역으로, 지하 1층은 대합실 층, 지하 2층은 승강장 층이다.
5호선과 10호선의 승강장은 평행하게 배치되어 있다. 5호선은 상대식 승강장을 사용하며, 10호선 2단계 건설 중 10호선은 상대식 승강장 사용 설계로 평면 환승 조건을 유보하여 열차 배차를 원활하게 하기 위해 역 구조를 변경하였다. 3개의 도착 및 출발 노선까지 쌍섬식 승강장의 한쪽에 3개 노선을 배치하고, 중간선은 건넘선으로, 양쪽 선로는 순환 운행으로 사용한다. 이러한 이유로 역은 확장되어 스류좡로의 이좡선 북쪽 공간을 점유하였다. 원래 설계된 10호선 외곽 순환에서 5호선 출발 승강장까지의 환승은 초기에는 구현되지 않았다. 5호선 동쪽 종착역 뒤에는 열차가 회차하거나 지하철 정차장으로 갈 수 있는 건넘선이 있다. 가운데 탑승 양쪽에서 내리면 중간 승강장 끝이 5호선 터미널 승강장 중앙과 동시에 'T'자 형태로 연결되며, 당시 이좡선의 회차 효율을 높이기 위해 동쪽 선로를 곡선 선로로 설계하여 중앙의 섬식 승강장이 북쪽에 위치(5호선 1번선 측)하고 북측 폭은 16.4m, 남측 폭 12.8m이다.
쑹자좡역 지하 3개 노선의 승강장 층이 개방되어 전체 공용 승강장 층을 형성하였고, 이는 5호선의 공유 승강장을 통해 이좡선으로 직접 환승할 수도 있는 3개 노선 간 상호 환승을 실현할 수 있다. T자형 연결 플랫폼을 통과하여 이좡선의 승강장으로 이동 가능하다. 대합실 층에서는 모든 출입구를 연결하는 무료 구역이 완전히 연결되어 있으며 유료 구역을 둘러싸고 있는 역(逆)C자 형태(이좡선 역 서쪽에는 무료 구역이 없음)이다. 영역. 또한, 지하 1층은 버스 터미널과 직접 연결된다.

### 층별 구조
| 지면                 | 출입구                                                      | A-I출입구                                                                      |
| 지하 1층 대합실 층   | 대합실                                                      | 매표소, 자동매표기, ATM, 이카통(一卡通) 충전 역 동쪽 대합실 이카통 카드 환불소 |
| 지하 2층 북쪽 승강장 | ←                                                           | 1번 승강장 ■ 10호선 내선 순환 (스류좡)                                         |
| 지하 2층 북쪽 승강장 | 섬식 승강장, 왼쪽 출입문이 열림                             |                                                                                |
| 지하 2층 북쪽 승강장 | 3번 승강장                                                  | → ■ 10호선 종점 승강장 / 출발 / 차고지 회차                                    |
| 지하 2층 북쪽 승강장 | 4번 승강장                                                  | → ■ 10호선 종점 승강장 / 출발 / 차고지 회차                                    |
| 지하 2층 북쪽 승강장 | 섬식 승강장, 왼쪽 / 오른쪽 출입문이 열림                    |                                                                                |
| 지하 2층 북쪽 승강장 | →                                                           | 2번 승강장 ■ 10호선 외선순환 (청서우쓰)                                        |
| 지하 2층 북쪽 승강장 | 섬식 승강장, 오른쪽 출입문이 열림, 10호선 우측 문 개방 불가 |                                                                                |
| 지하 2층 북쪽 승강장 | ←                                                           | ■ 5호선 톈퉁위안베이 방면 (류자야오)                                           |
| 지하 2층 북쪽 승강장 | →                                                           | ■ 5호선 하차 전용 승강장                                                       |
| 지하 2층 북쪽 승강장 | 상대식 승강장, 오른쪽 출입문이 열림                         |                                                                                |
| 지하 2층 남쪽 승강장 | 상대식 승강장, 왼쪽 출입문이 열림, 하차 전용 승강장         | 상대식 승강장, 왼쪽 출입문이 열림, 하차 전용 승강장                            |
| 지하 2층 남쪽 승강장 | →                                                           | ■ 이좡선 룽창둥제 방면 (샤오춘) (성수기 시간대 사용)                           |
| 지하 2층 남쪽 승강장 | 섬식 승강장, 왼쪽 / 오른쪽 출입문이 열림, 하차 전용 승강장  |                                                                                |
| 지하 2층 남쪽 승강장 | →                                                           | ■ 이좡선 이좡역 방면 (샤오춘)                                                  |
| 지하 2층 남쪽 승강장 | 상대식 승강장, 오른쪽 출입문이 열림, 하차 전용 승강장       |                                                                                |

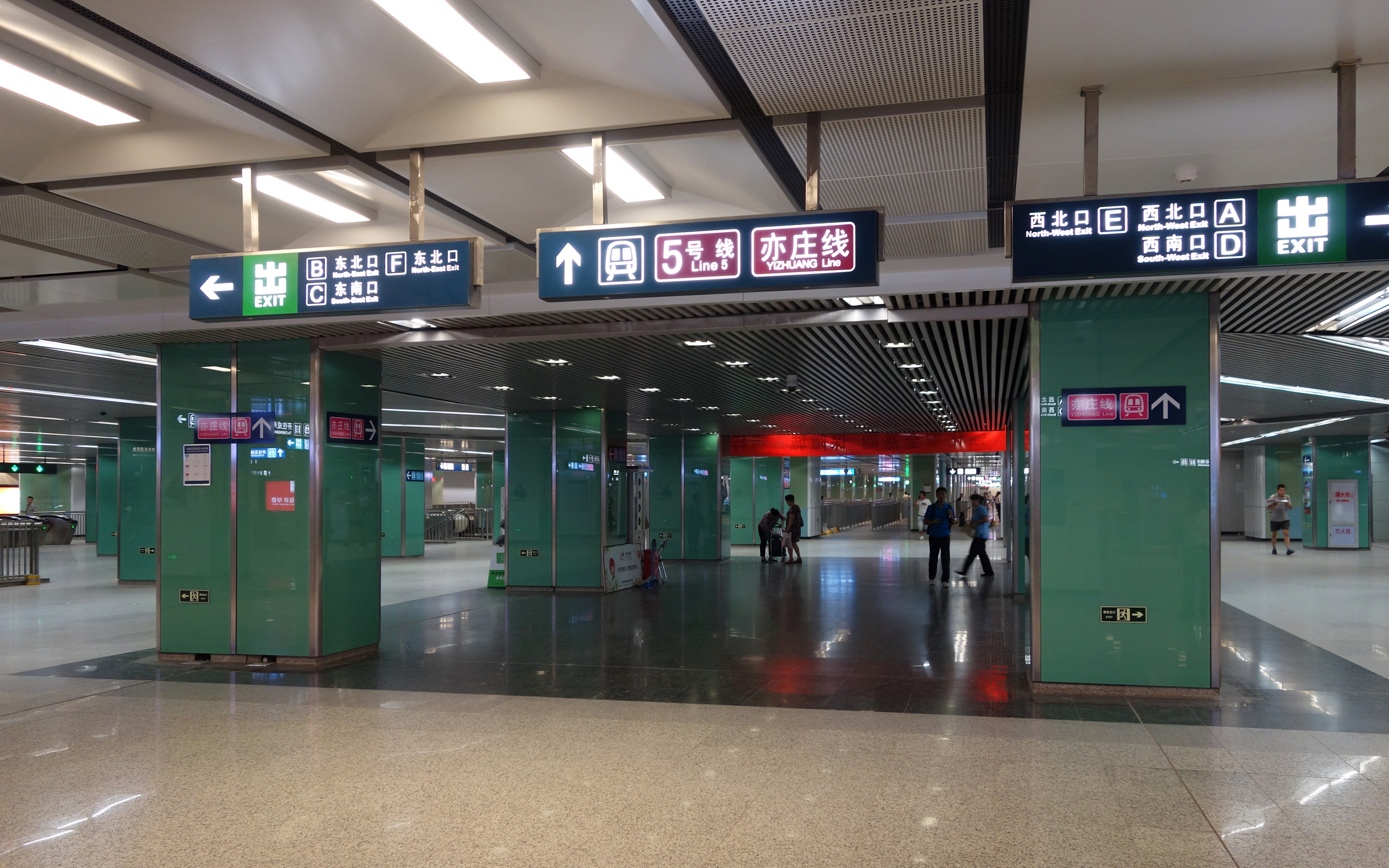
쑹자좡역 대합실 층(2013년 7월 촬영)
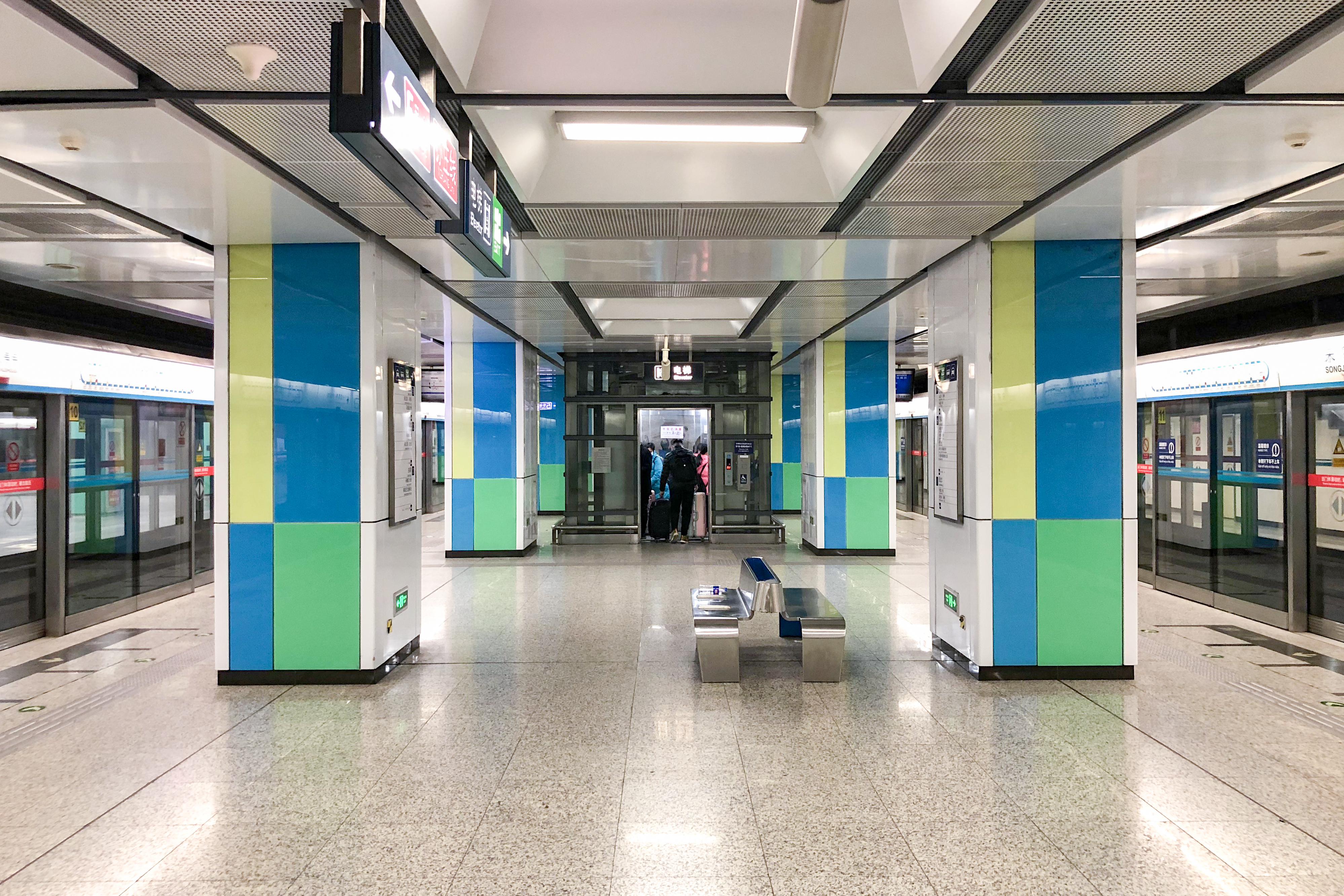
10호선 외선 순환 방향 섬식 승강장(2021년 2월 촬영)
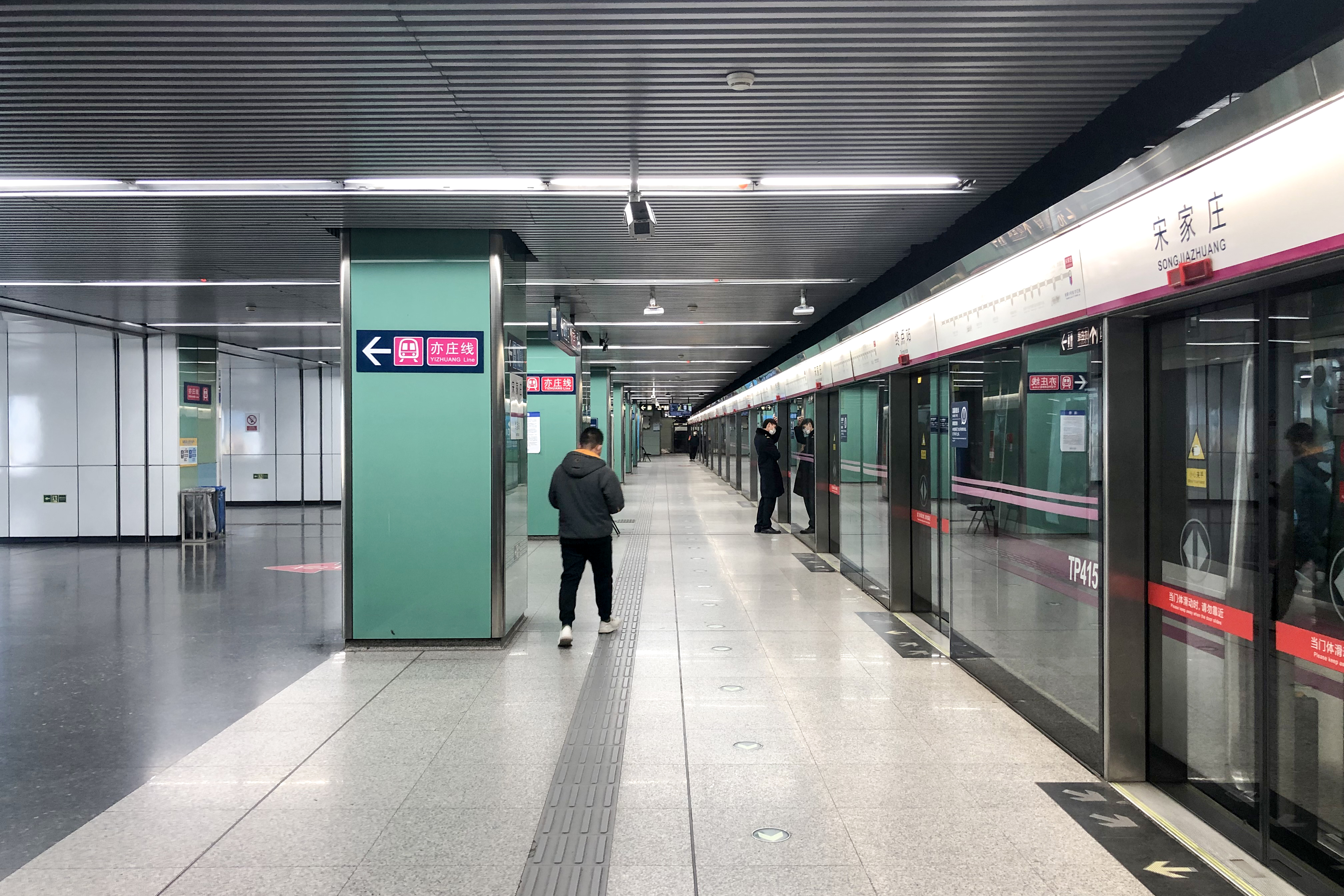
5호선 하차 승강장과 이좡선 승차용 승강장과 연결된다(2021년 12월)
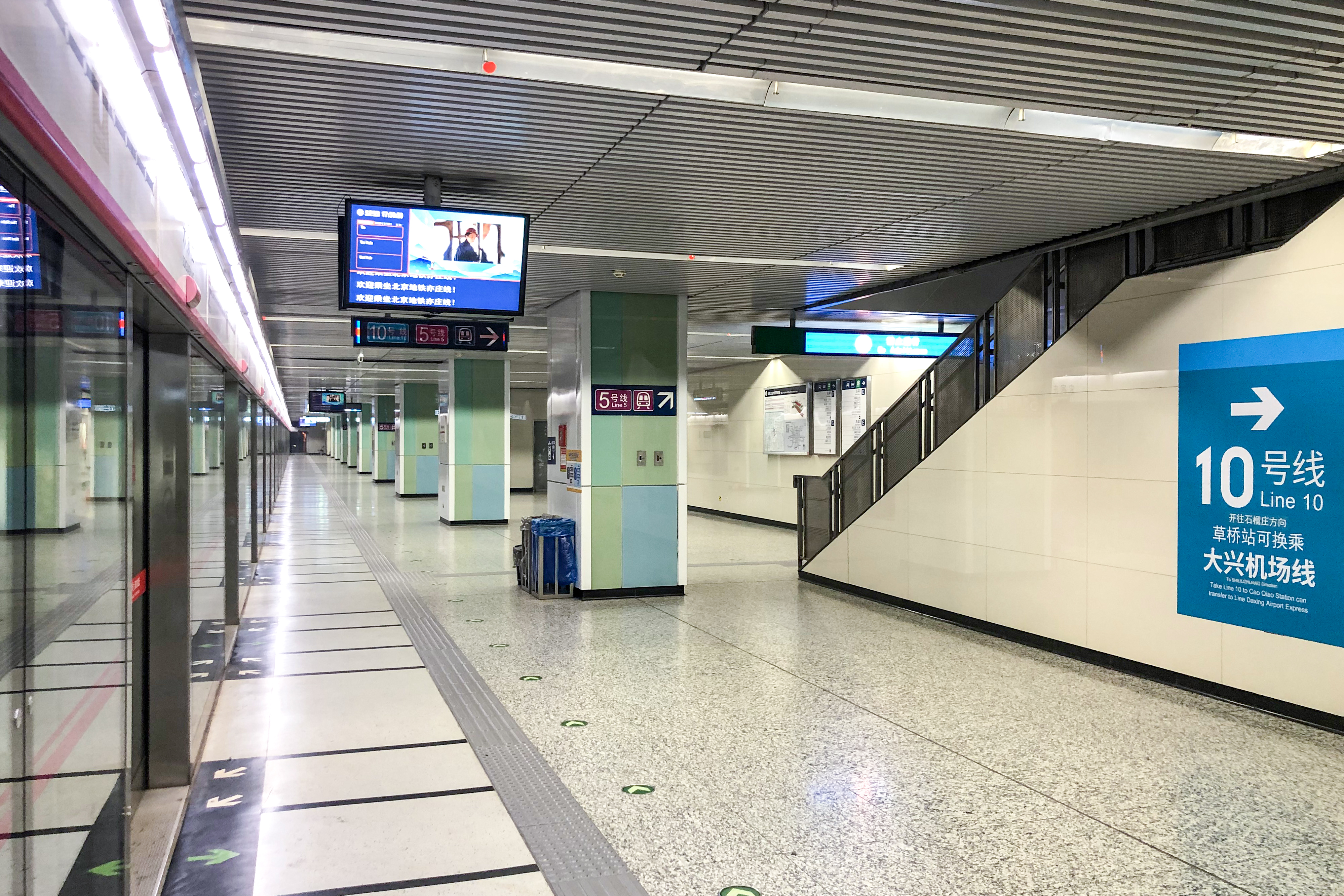
이좡선 하차용 승강장(2021년 3월 촬영)

## 출구
쑹자좡역에는 A, I(북서쪽), B, C(북동쪽), D, E(동쪽), F(남동쪽), G(남서쪽), H(서쪽) 등 9개의 출입구가 있다. G 출구에는 시각 장애인 통로, 장애인용 엘리베이터 등 무장애 시설이 마련되어 있다.
|                              |                              | |      |           |
|                              |                              | |      |           |
|                              |                              | |      |           |
| 출구                         | 지시                         | 목적지 | 사진 | 편의 시설 |
| ■ 5호선 ■ 10호선 역사와 연결 |                              | |      |           |
| 出口 · A                     | 쑹좡로(宋庄路) 서측          | 서우카이·푸마오(首开·福茂)                                                                                    |      | 빈칸      |
| 出口 · B                     | 쑹좡로(宋庄路) 동측          | |      | 빈칸      |
| 出口 · C                     | 스류좡 대가(石榴庄大街) 북측 | 젱신위안 1구(政馨园一区), 젱신위안 2구(政馨园二区)                                                            |      | 빈칸      |
| ■ 이좡선 역사와 연결         |                              | |      |           |
| 出口 · D                     | 스류좡 대가(石榴庄大街) 남측 | 젱신위안 1구(政馨园一区), 젱신위안 2구(政馨园二区), 쑹자좡 교통 허브(宋家庄交通枢纽)                          |      | 빈칸      |
| 出口 · E                     | 쑹좡로(宋庄路) 동측          | 스류좡 대가(石榴庄大街), 젱신위안 2구(政馨园二区), 젱신위안 3구(政馨园三区), 쑹자좡 교통 허브(宋家庄交通枢纽) |      | 빈칸      |
| 出口 · F                     | 쑹좡로(宋庄路) 동측          | 젱신위안 3구(政馨园三区)                                                                                      |      | 빈칸      |
| 出口 · G                     | 쑹좡로(宋庄路) 서측          | 난딩로(南顶路), 신자오야위안(鑫兆雅园), 스류좡 커뮤니티(石榴庄小区)                                           |      |           |
| 出口 · H                     | 스류좡 대가(石榴庄大街) 남측 | |      | 빈칸      |
| ■ 5호선 ■ 10호선 역사와 연결 |                              | |      |           |
| 出口 · I                     | 스류좡 대가(石榴庄大街) 북측 | |      | 빈칸      |
| 아이콘 설명: 엘리베이터      |                              | |      |           |

## 10호선 운행 과정
베이징 지하철 10호선 2단계 프로젝트 운영 초기 단계에서는 '교통간 운행'이 실시되었고, 구간 열차는 쑹자좡역과 처다오거우역 사이를 운행하였다. 쑹자좡역 - 진쑹역 - 처다오거우역에서 출발하는 셔틀 열차는 10호선 쑹자좡역 중간 승강장에서 출발하였다. 배차 시간은 월요일부터 금요일까지 7시 45분부터 9시 50분까지이다. 쑹자좡역에서 출발하는 셔틀 열차의 3분의 1은 오전 성수기 동안 진쑹역의 압박을 완화하기 위해 청서우쓰역, 펀중쓰역, 스리허역, 판자위안역을 정차하지 않고 통과하였다. 2013년 5월 5일 10호선이 전면 개통되면서 출발 간격이 2분 15초로 단축되었고, 기존에 정차하지 않던 청서우쓰, 펀중쓰, 스리허, 판자위안 등 '대역 쾌속'은 운행이 취소되었다. 2013년 10월 25일부터 10호선 소형 셔틀 열차의 운행이 중단되었다.
2020년, 코로나19 운행 기간 동안 베이징 지하철 10호선은 평일 아침마다 외선 순환으로 처다오거우역(우루 정차장)까지 셔틀 열차를 운행하였다.